# 36. Międzynarodowy Festiwal Filmowy w Cannes
36. Międzynarodowy Festiwal Filmowy w Cannes odbył się w dniach 7–19 maja 1983 roku. Imprezę otworzył pokaz amerykańskiego filmu Król komedii w reżyserii Martina Scorsese.
Jury pod przewodnictwem amerykańskiego pisarza Williama Styrona przyznało nagrodę główną festiwalu, Złotą Palmę, japońskiemu filmowi Ballada o Narayamie w reżyserii Shōhei Imamury. Drugą nagrodę w konkursie głównym, Grand Prix, przyznano brytyjskiemu filmowi Sens życia według Monty Pythona w reżyserii Terry'ego Jonesa.

## Jury Konkursu Głównego
- William Styron, amerykański pisarz − przewodniczący jury[3]
- Henri Alekan, francuski operator filmowy
- Yvonne Baby, francuska dziennikarka
- Siergiej Bondarczuk, rosyjski reżyser i aktor
- Youssef Chahine, egipski reżyser
- Souleymane Cissé, malijski reżyser
- Gilbert de Goldschmidt, francuski producent filmowy
- Mariangela Melato, włoska aktorka
- Karel Reisz, brytyjski reżyser
- Lia van Leer, założycielka Izraelskiego Archiwum Filmowego i MFF w Jerozolimie

## Filmy na otwarcie i zamknięcie festiwalu
|             | Tytuł        | Reżyseria       | Kraj              |
| ----------- | ------------ | --------------- | ----------------- |
| Otwierający | Król komedii | Martin Scorsese | Stany Zjednoczone |
| Zamykający  | Gry wojenne  | John Badham     | Stany Zjednoczone |